# Rokycany
Rokycany (tjekkisk udtale: [ˈrokɪtsanɪ] ; tysk: Rokitzan) er en by i regionen Plzeň i Tjekkiet med omkring 14.000 indbyggere. Den historiske bymidte er velbevaret og er beskyttet ved lov som en bymæssig monumentzone.
Rokycany består af bydelene Střed ("Center"), Nové Město ("Ny by") og Plzeňské předměstí ("Plzeň-forstad") og landsbyen Borek.

## Geografi
Rokycany ligger omkring 14 km øst for Plzeň. Det ligger i Švihov-højlandet. Det højeste punkt er Čilina-bakken på 523 meter over havets overflade.
Rokycany ligger ved sammenløbet af Klabava-floden og Holoubkovský bæk. Der er en anden bæk (Rakovský), som løber gennem den vestlige del af byen. Den største vandmasse er Klabava Reservoir der har et areal på 128 hektar. I dag fungerer det som oversvømmelsessikring og som et rekreativt område. Den anden bemærkelsesværdige sø er Borecký-dammen.

## Historie
Området har været beboet siden stenalderen, og der er fundet  keltiske og tidlige slaviske bosættelser. Den første skriftlige omtale af Rokycany er i Chronica Boemorum fra 1110. På det tidspunkt var landsbyen ejet af biskoppen af Prag, og store bøhmiske og tyske adelsmænd mødtes her til diplomatiske samtaler med kejser Henrik 5.
I slutningen af det 13. århundrede omdannede biskop Tobiáš af Bechyně bebyggelsen til en købstad, og bispegården blev erstattet af en bispeborg. I det 14. århundrede blev byens befæstning bygget, men kun få fragmenter af den er bevaret til i dag. I 1406 opnåede Rokycany byprivilegier. Byen var kirkens ejendom indtil hussitterkrigene. I 1421 blev byen erobret af Jan Žižkas hær, men senere samme år blev den erobret, brændt og plyndret af Plzeňs katolikker.
I 1436-1498 var Rokycany ejet af Lords of Švamberk og i 1498 blev den købt af kong Vladislaus 2. I 1584 gjorde kejser Rudolf 2. den til en kongeby. Velstanden fik en brat ende med Trediveårskrigen. Rokycany blev gentagne gange ramt af forskellige hære, især af svenskerne, der næsten fuldstændig brændte byen ned. Byen var blandt de mest ødelagte bøhmiske byer. Takket være jernværket og træindustrien begyndte byen at blomstre igen. To enorme brande i 1757 og 1784 fratog imidlertid byen dens middelalderlige karakter. Næsten alt blev ødelagt, herunder kommunale bygninger, rådhuset og kirken.
Takket være gunstige økonomiske forhold for beboerne forløb fornyelsen efter 1784 ret hurtigt. I 1840'erne blev det igen en af de rigeste bøhmiske byer. I det 19. århundrede blev den traditionelle jernmalmsmine- og forarbejdningsindustri hovedkilden til Rokycanys økonomi. I 1862 blev Rokycany forbundet via jernbane med Prag og Plzeň. Industriel udvikling fortsatte i det meste af det 20. århundrede.
Den 7. maj 1945 blev Rokycany befriet af den amerikanske hær, som standsede sin fremrykning mod øst her, og mødtes med de allierede sovjetiske tropper i den østlige del af byen (der skabte den såkaldte demarkationslinje). Det var det allerførste møde mellem den amerikanske hær og den sovjetiske hær i Tjekkoslovakiet. Efter 1945 blev de fleste etniske tyskere udvist.
I tiden efter 2. verdenskrig blev udviklingen af byen gennemført i overensstemmelse med det regerende kommunistiske regime. Den nye massive byggeaktivitet fokuserede på ensartede lejemålshuse, fra 1960'erne bygget med betonpaneler (såkaldt " panelák "). Den lokale industri blev yderligere udvidet, og byens liv var stærkt påvirket af stærk hærgarnison (placeret i to kaserner bygget i henholdsvis 1899 og 1933). I 1960 blev nabokommunen Borek lagt sammen med Rokycany. I 1980 sluttede yderligere tre kommuner (Kamenný Újezd, Svojkovice og Litohlavy) sig til Rokycany (de to første er dog gået fra hinanden i 1990 og Litohlavy i 1994).

## Kultur
Rokycany er vært for Fluff Fest, en vegansk hardcore punkfestival, som hvert år i juli tiltrækker flere tusinde besøgende fra hele Europa. Den afholdes på Rokycany-flyvepladsen efter at være flyttet dertil i 2006 fra sin oprindelige placering i Plzeň. Festivalen er blevet beskrevet som en årlig "belastning" for byen, der ellers er uvant med et stort antal udenlandske besøgende og ekstreme musiktilhængere, men bringer et forretningsboom især i salget af vegetarisk og vegansk mad.